# No Vacancy
«No Vacancy» es una canción grabada por la banda de rock pop estadounidense OneRepublic. Fue lanzada como sencillo a través de descarga digital el 28 de abril de 2017. Fue escrita por miembros de banda, Ryan Tedder, Brent Kutzle, Drew Brown, Zach Filkins, así como por Tor Erik Hermansen, Mikkel Storleer Eriksen, y producida por Tedder y Stargate.

## Lista de canciones
- Descarga digital[2]

1. "No Vacancy" – 3:43

## Historial de lanzamientos
| Región        | Fecha               | Formato          | Discográfica                          | Ref.  |
| ------------- | ------------------- | ---------------- | ------------------------------------- | ----- |
| Todo el mundo | 28 de abril de 2017 | Digital download | Mosley Music Group Interscope Records | [ 3 ] |